# 氫氧化鍅
氢氧化钫，化学式 FrOH ，是一种假想的无机化合物，为钫的氢氧化物。
它可能可以通过使金属钫与水反应来获得:
2Fr + 2H
2O → 2FrOH + H
2↑
此反应应该是爆炸性的。 
氢氧化钫的碱性预测会比氢氧化铯更强。